# Alcide De Gasperi
Alcide Amedeo Francesco De Gasperi, all'anagrafe Degasperi (; Pieve Tesino, 3 aprile 1881 – Borgo Valsugana, 19 agosto 1954), è stato un politico italiano, fondatore della Democrazia Cristiana e Presidente del Consiglio in 8 successivi governi di coalizione, da dicembre 1945 ad agosto 1953.
Nato e cresciuto in Trentino, allora parte dell'Impero austro-ungarico, fu membro della Camera dei deputati austriaca per il collegio uninominale della Val di Fiemme. Dopo la prima guerra mondiale e l'unione del Trentino al Regno d'Italia, fu esponente del Partito Popolare Italiano. Arrestato dai fascisti, visse emarginato durante la dittatura di Benito Mussolini, alla cui caduta riemerse come leader incontrastato del suo partito, la DC. Fu l'ultimo Presidente del Consiglio dei ministri del Regno d'Italia, sotto la monarchia di Umberto II, poi brevemente capo provvisorio dello Stato dopo il referendum del 2 giugno 1946. Successivamente a tale incarico, il 13 luglio gli venne affidato, da parte di Enrico De Nicola, il compito di formare un nuovo governo, diventando il primo Capo del Governo dell'Italia Repubblicana; inaugurò la stagione politica del centrismo, cioè la coalizione formata dalla DC e dai cosiddetti partiti laici: PRI, PLI e PSDI.
Annoverato tra i più influenti statisti dell'Europa del XX secolo, De Gasperi fu il padre fondatore dello Stato repubblicano, ponendo le basi per quello che sarebbe divenuto l'assetto politico della Prima Repubblica; ed è ritenuto, assieme al connazionale Altiero Spinelli, ai francesi Robert Schuman e Jean Monnet, al cancelliere della Germania Ovest Konrad Adenauer, all'olandese Johan Willem Beyen e al belga Paul-Henri Spaak, uno dei fondatori dell'Unione europea.
Fervente cattolico, la Chiesa cattolica lo ha insignito del titolo di servo di Dio nel 1993, quando ne venne avviata la causa di beatificazione.

## Biografia

### Giovinezza ed educazione
Figlio primogenito di Amedeo (1850-1929), maresciallo maggiore della gendarmeria locale tirolese originario di Sardagna, località nei pressi di Trento, e di Maria Morandini, originaria di Predazzo, ebbe due fratelli, Luigi Mario, seminarista (1883-1906), e Augusto, e una sorella, Marcellina (morta nel 1949).
Italiano di lingua, De Gasperi nacque a Pieve Tesino, nell'allora Contea del Tirolo, in Cisleitania, la parte austriaca dell'Impero austro-ungarico. Si iscrisse nell'anno scolastico 1896/1897 al liceo classico "Giovanni Prati" di Trento, dimostrandosi studente capace soprattutto in latino, greco, italiano, lingua tedesca e propedeutica filosofica. Dopo aver conseguito il diploma di liceo classico, De Gasperi si iscrisse alla Facoltà di Lettere presso l'Università di Vienna, dove nel 1905 si laureò con una tesi in Filologia.
Fin da giovanissimo partecipò ad attività politiche d'ispirazione cristiano-sociale: nel periodo degli studi universitari, a Vienna e a Innsbruck (capitale della Contea del Tirolo), fu leader del movimento studentesco e protagonista delle lotte degli studenti trentini, che miravano a ottenere un'università in lingua italiana per le minoranze italofone del Tirolo e dell'impero, partecipando anche ai fatti di Innsbruck. Dopo la rivolta degli studenti di lingua tedesca, dovette scontare per queste sue attività anche qualche giorno di reclusione a Innsbruck.

### Periodo austroungarico
Dopo la laurea, nel 1905 entrò a far parte della redazione del giornale La Voce Cattolica (poi rinominato Il Trentino) e in breve tempo assunse la carica di direttore, scrisse una serie di articoli con cui difendeva l'autonomia culturale del Tirolo italiano a fronte del Tirolo tedesco, ma non mise mai in discussione l'appartenenza di tutto il Tirolo all'Impero austro-ungarico.
Nel 1906 entrò nel Partito Popolare Trentino e nel 1911 ne divenne il segretario, carica che mantenne fino al 1919, quando entrò nel Partito Popolare Italiano.
Nelle elezioni del Reichsrat (il parlamento austriaco) del 13 e 20 giugno 1911 venne eletto tra le file dei Popolari: nel suo collegio elettorale di Fiemme-Fassa-Primiero-Civezzano, di 4275 elettori, ottenne ben 3116 voti. Il 27 aprile 1914 ottenne anche un seggio nella Dieta Tirolese di Innsbruck. Anche il suo impegno di parlamentare fu legato alla difesa dell'autonomia delle popolazioni trentine di etnia italiana. La sua attività propagandistica finì con l'essere tenacemente avversata dagli organi polizieschi in seguito al precipitare degli eventi internazionali: l'attentato di Sarajevo che determinò lo scoppio della prima guerra mondiale e soprattutto il posizionamento del Regno d'Italia a favore della Triplice intesa.
Inizialmente De Gasperi sperò che l'Italia entrasse in guerra a fianco dell'Austria-Ungheria e della Germania sulla base della Triplice alleanza. Quando ciò non avvenne, s'impegnò perché fosse almeno mantenuta la neutralità italiana, sapendo quanto l'opinione pubblica trentina fosse legata alla casa d'Asburgo. In questo modo la politica di De Gasperi era in aspro contrasto con quella di Cesare Battisti, interventista in chiave anti-asburgica, che in quello stesso anno si recò a Roma.
Prova del suo convincimento in merito alla lealtà trentina nei confronti dell'Austria è la dichiarazione resa a Roma nel settembre del 1914 all'ambasciatore asburgico, Barone Karl von Macchio, che se si fosse tenuto un plebiscito, il 90 % dei trentini avrebbe votato per rimanere nell'Impero.
Durante il periodo in cui il Reichsrat rimase inoperoso (dal 25 luglio 1914 al 30 maggio 1917), De Gasperi si dedicò soprattutto ai profughi di guerra. A tal fine venne nominato delegato per l'Austria Superiore e per la Boemia occidentale dal Segretariato per i profughi e rifugiati. Anche dopo la riapertura del Parlamento continuò a occuparsi del tema, tanto che presentò e fece approvare una legge per regolare il trattamento loro riservato.
Alla luce delle forti repressioni operate dalle autorità asburgiche, le sue posizioni in merito alla questione nazionale trentina cambiarono e si fece fautore del diritto all'autodeterminazione dei popoli: nel maggio 1918, quando ormai l'impero austro-ungarico stava crollando, fu tra i promotori di un documento comune sottoscritto dalle rappresentanze dei polacchi, dei cechi, degli slovacchi, dei rumeni, degli sloveni, dei croati e dei serbi. Il successivo 24 ottobre partecipò alla formazione del "Fascio nazionale italiano", una formazione comprendente i deputati popolari e liberali italiani del Parlamento austro-ungarico di cui fu eletto segretario. Il giorno dopo dichiarò che i territori italiani fino a quel momento soggetti alla monarchia austroungarica dovevano considerarsi congiunti all’Italia.
Il 3 novembre 1918 i primi reparti dell'esercito italiano entrarono a Trento. Con il Trattato di San Germain (10 settembre 1919) la parte della Contea del Tirolo a sud del Brennero (corrispondente alle attuali province di Trento e Bolzano) venne annessa all'Italia. Il 26 settembre 1920 il Parlamento del Regno d'Italia approvò la legge che ratificava il trattato, in base alla quale tutte le popolazioni locali acquisirono ope legis ('per forza di legge') la cittadinanza italiana.

### Dal primo dopoguerra al fascismo
Dopo l'annessione del Trentino, De Gasperi aderì al Partito Popolare Italiano fondato alcuni mesi prima da don Luigi Sturzo. Nel 1921 venne eletto deputato ma nel collegio di Roma, in quanto il Trentino era sottoposto a regime commissariale.
Il 14 giugno 1922 si sposò con Francesca Romani (1894-1998) nella chiesa della Natività di Maria di Borgo Valsugana. Nasceranno quattro figlie, Maria Romana (1923-2022), Lucia (1925-1966), Cecilia (1930-2025) e Paola (1933). Lucia entrerà in monastero.
Nella prima composizione del governo Mussolini il PPI era rappresentato da due ministri, quindi anche De Gasperi, il 16 novembre 1922, gli votò la fiducia. Già nell'aprile 1923 tuttavia, i ministri del PPI ne uscirono su impulso del loro segretario Sturzo.
Il 10 luglio 1923, avendo perso l'appoggio delle gerarchie vaticane per il suo antifascismo, Sturzo si dimise da segretario del PPI. Il 15 luglio De Gasperi, in qualità di capogruppo, tenne un discorso alla Camera dei Deputati esprimendo il suo parere verso la legge Acerbo e tentando di trovare un compromesso tra le due ali del partito.
Il 20 maggio 1924 assunse la segreteria del Partito Popolare portando il partito su posizioni di opposizione al fascismo, tanto da farlo aderire in blocco alla secessione aventiniana.
Mantenne la carica di segretario fino al 14 dicembre 1925. Il 9 novembre del 1926, dopo l'approvazione delle leggi eccezionali del fascismo (regio decreto 6 novembre 1926, n. 1848), il Partito Popolare Italiano fu forzatamente sciolto dal regime.
Ormai isolato e impossibilitato a far politica, De Gasperi fu fermato dalla polizia alla stazione di Firenze l'11 marzo 1927, insieme alla moglie, in possesso di un passaporto scaduto e di documenti falsi, mentre si stava recando in treno a Trieste (durante la perquisizione furono trovate due tessere del Touring Club Italiano intestate l’una al Prof. Paolo De Rossi e l’altra alla Signora Francesca De Rossi Prati, ma portanti le fotografie di De Gasperi e della moglie, e delle carte topografiche di Fiume e Trieste).
Venne arrestato con l’accusa di espatrio clandestino per motivi politici, punibile ai sensi del primo comma art. 160 del nuovo Testo Unico delle Leggi per la Sicurezza Pubblica (TULPS - 1926), con una multa non inferiore a Lire 20.000 e la reclusione non inferiore ad anni tre. De Gasperi ammise di stare espatriando per motivi politici ma negò di essere a conoscenza del possesso di documenti falsi, indicando che gli erano stati messi addosso da ignoti.
Durante il processo, il difensore di De Gasperi sostenne che il tentativo di espatrio era motivato dalla necessità di sfuggire alle angherie degli squadristi del fascio e, pertanto, non sanzionabile ai sensi dell’art. 49 dell'allora vigente Codice Zanardelli, che disciplinava la scriminante per pericolo imminente.
Il tribunale riconobbe il motivo politico e il 28 maggio 1927 condannò De Gasperi a quattro anni di reclusione, poi ridotti alla metà con ricorso in Cassazione, e Lire 20.000 di multa. De Gasperi venne graziato nel 1928 ma rimase un sorvegliato speciale da quel momento in avanti.

### Gli anni difficili
Dopo la scarcerazione, alla fine del luglio 1928, venne continuamente sorvegliato dalla polizia e dovette trascorrere un periodo di grandi difficoltà economiche e isolamento sia morale, sia politico. Senza un impiego stabile, provò a presentare domanda presso la Biblioteca Apostolica Vaticana nell'autunno 1928, contando sull'interessamento del vescovo di Trento, mons. Celestino Endrici, e di alcuni amici ex popolari. Lo stesso capo bibliotecario Igino Giordani si adoperò presso padre Tacchi Venturi, affinché i pedinamenti della polizia terminassero. L'assunzione - come collaboratore soprannumerario - venne il 3 aprile 1929, quindi dopo la firma dei Patti Lateranensi (11 febbraio 1929). De Gasperi fu impiegato al catalogo degli stampati.
In quella sede passò lunghi anni di studio e di osservazione degli avvenimenti politici italiani e internazionali, nonché di approfondimento della storia del Partito di Centro Tedesco e delle teorie economiche e sociali maturate in seno alle varie correnti della cultura cattolica europea.
In questo periodo De Gasperi scrisse articoli regolari, sotto lo pseudonimo di Spectator, su una rivista vaticana chiamata "L'Illustrazione Vaticana" e mostrò un evidente coinvolgimento nella lotta tra cattolicesimo e comunismo anche a scapito della perspicacia delle sue valutazioni sul nazismo tedesco. In particolare giustificò l'annessione dell'Austria al Reich criticando il "processo di scristianizzazione" portato avanti a suo dire dal Partito Socialdemocratico austriaco e nel 1937 appoggiò le posizioni della Chiesa favorevoli al nazismo in opposizione ai comunisti tedeschi. Tra queste, quella del Segretario di Stato Eugenio Pacelli, futuro Papa Pio XII che, a pochi mesi dall'ascesa di Adolf Hitler al potere (30 gennaio 1933), aveva firmato il Reichskonkordat con la Germania. Questo discusso concordato accordava il riconoscimento della Chiesa a un regime come quello nazista che segnò la fine di ogni vita democratica in Germania e l'avvio delle persecuzioni razziali antisemite. In questo contesto vanno collocate le posizioni di De Gasperi che, all'indomani dell'Anschluss austriaco, scrisse: «La liquidazione delle fortune ebraiche allarga le prospettive degli affari per gli altri, e i posti di avvocati e di medici rimasti vacanti aprono uno sfogo alle carriere».
Nel settembre del 1942, quando la sconfitta del regime era di là da venire, De Gasperi iniziò ad incontrarsi clandestinamente con altri esponenti cattolici nell'abitazione di Giorgio Enrico Falck, noto imprenditore cattolico milanese. Parteciparono agli incontri anche Mario Scelba, Attilio Piccioni, Camillo Corsanego e Giovanni Gronchi provenienti dal disciolto Partito Popolare Italiano; Piero Malvestiti e il suo Movimento Guelfo d'Azione; Aldo Moro e Giulio Andreotti dell'Azione Cattolica; Amintore Fanfani, Giuseppe Dossetti e Paolo Emilio Taviani della FUCI e Giuseppe Alessi. Il 19 marzo 1943, il gruppo si riunì a Roma, in casa di Giuseppe Spataro, per discutere e approvare il documento, redatto da De Gasperi, "Le idee ricostruttive della Democrazia Cristiana", considerato l'atto di fondazione ufficiale del nuovo partito. Lo stemma del nuovo partito fu lo stesso scudo crociato che era stato adottato precedentemente dal PPI di Sturzo.
Il partito così appena costituito visse una vita clandestina fino al 25 luglio 1943. Il governo Badoglio, pur ufficialmente vietando la ricostituzione dei partiti, di fatto ne consentì l'esistenza, incontrandone gli esponenti in due occasioni prima dell'armistizio dell'8 settembre 1943. Il 10 settembre anche la DC partecipò alla costituzione del Comitato di Liberazione Nazionale, all'interno del quale il partito cercò di assumere la guida delle forze politiche più moderate contrapponendosi ai partiti di sinistra PCI e PSIUP. L'atteggiamento della DC, in linea con quello della Chiesa, era di evitare prese di posizione troppo nette sul destino della monarchia nel dopoguerra e di ridurre la portata della lotta armata, ad esempio schierandosi a favore della dichiarazione di Roma città aperta.
Una volta liberato il sud Italia a opera delle forze anglo-americane, De Gasperi entrò a far parte in rappresentanza della Democrazia Cristiana (DC) nel Comitato di Liberazione Nazionale. Durante il governo guidato da Ivanoe Bonomi fu ministro senza portafoglio. Il I Congresso interregionale del partito lo nominò segretario (Napoli, 29-31 luglio 1944).
Nel dicembre 1944 il PSIUP e gli azionisti uscirono dal governo, all'interno del quale si rafforzò il ruolo di De Gasperi, che successivamente divenne ministro degli affari esteri nel terzo Governo Bonomi. Dopo il 25 aprile si formò il Governo Parri, nuovamente con De Gasperi al Ministero degli Esteri. Nel dicembre 1945 fu nominato presidente del Consiglio dei Ministri, l'ultimo del Regno d'Italia.

### Fine della monarchia e trattative per la pace

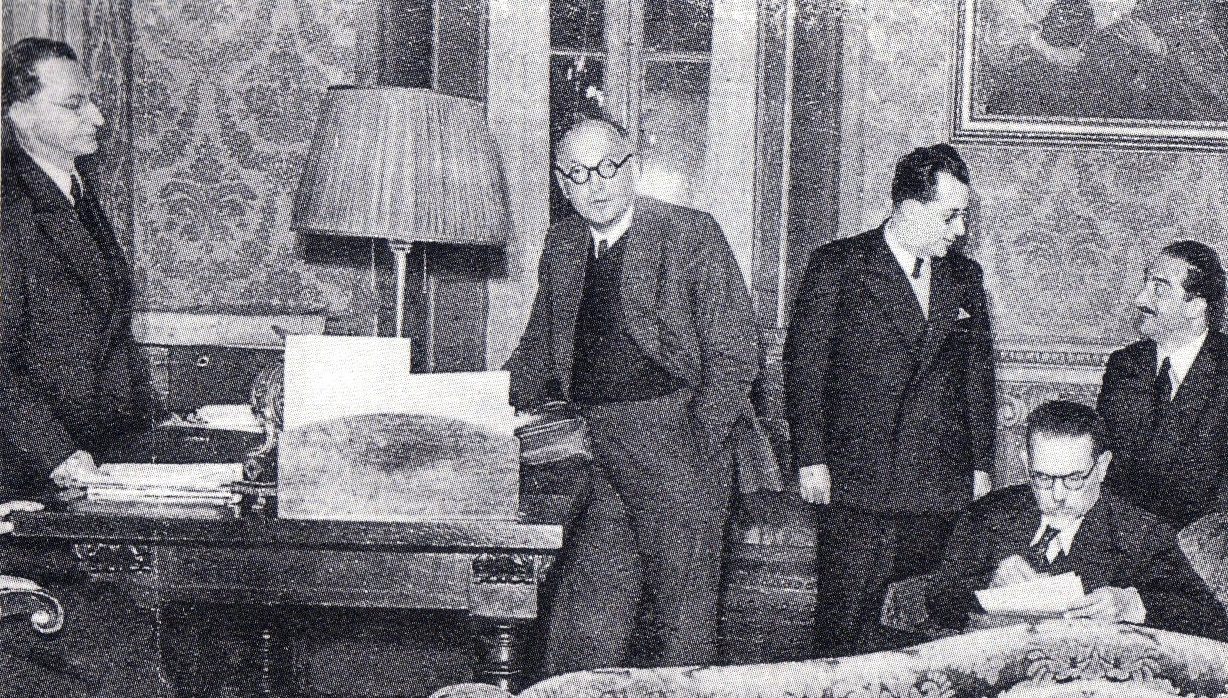
Riunione del primo governo De Gasperi con il Presidente Alcide De Gasperi (DC), Pietro Nenni (PSIUP), Palmiro Togliatti (PCI), Leone Cattani (PLI) ed Emilio Lussu (PdA), 1945.

Il Governo De Gasperi I gestì il passaggio da monarchia a repubblica, mediante il referendum istituzionale. Tra il 24 e il 28 aprile 1946, nell'ambito dei lavori del suo I Congresso, la Democrazia Cristiana, a scrutinio segreto, si espresse a favore della Repubblica, con 730 500 voti favorevoli, 252 000 contrari, 75 000 astenuti e 4 000 schede bianche. Fu però lasciata libertà di voto agli elettori democristiani. Nella giornata del 2 giugno e la mattina del 3 giugno 1946 ebbe dunque luogo il referendum per scegliere fra monarchia o repubblica. Il 10 giugno 1946 la Corte suprema di cassazione proclamò i risultati: i voti validi in favore della soluzione repubblicana furono circa due milioni più di quelli per la monarchia. Contestualmente, i risultati per l'elezione dell'Assemblea Costituente dettero la vittoria alla Democrazia Cristiana che risultò il primo partito con oltre otto milioni di voti (35,2%) e un vantaggio di quasi 3,5 mln sul Partito Socialista.

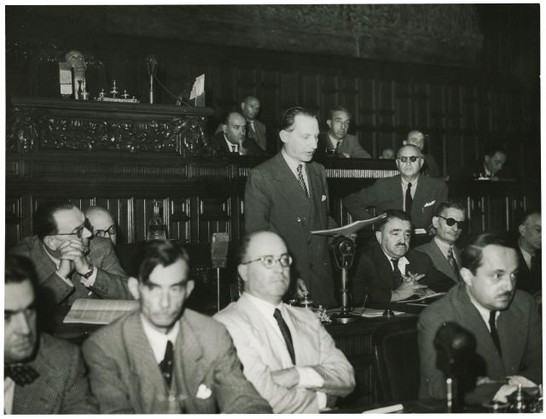
Il Presidente del Consiglio De Gasperi durante un'interrogazione parlamentare nel 1947

Nella tarda mattinata del 12 giugno, però, giunse al Presidente del Consiglio la risposta scritta del Quirinale nella quale il re dichiarava che avrebbe rispettato: «il responso della maggioranza del popolo italiano espresso dagli elettori votanti, quale sarebbe risultato dal giudizio definitivo della Corte Suprema di Cassazione»; non avendo la corte indicato il numero complessivo degli elettori votanti e quello dei voti nulli, secondo il sovrano, non era ancora certo se la scelta repubblicana, pure in netto vantaggio, rappresentasse la maggioranza degli elettori votanti. In quelle ore si ebbe il drammatico scambio di battute con Falcone Lucifero, in cui De Gasperi affermò: «O lei verrà a trovare me a Regina Coeli, o io verrò a trovare lei».
De Gasperi allora, durante la notte tra il 12 e il 13 giugno, riunì il Consiglio dei ministri il quale stabilì che, a seguito della proclamazione dei risultati data il 10 giugno, da parte della Corte di cassazione, le funzioni di Capo provvisorio dello Stato, in base all'art. 2 del decreto legislativo luogotenenziale n. 98 del 16 marzo 1946, dovevano essere già assunte ope legis dal Presidente del Consiglio, nonostante il rinvio della comunicazione definitiva. Secondo il parere della maggioranza dei ministri, infatti, sarebbe stato assurdo non rivestire di alcuna rilevanza l'annuncio del 10 giugno 1946, che altrimenti la Cassazione avrebbe potuto non dare. Umberto II diramò un proclama nel quale denunciò la presunta illegalità commessa dal governo: «Questa notte, in spregio alle leggi ed al potere indipendente e sovrano della magistratura, il governo ha compiuto un gesto rivoluzionario assumendo, con atto unilaterale e arbitrario, poteri che non gli spettano e mi ha posto nell'alternativa di provocare spargimento di sangue o di subire la violenza». Il 13 stesso, nel primo pomeriggio, partì polemicamente in aeroplano da Ciampino alla volta del Portogallo, con decisione non concordata.
Al proclama dell'ex re, seguì la ferma risposta del Presidente del Consiglio, che lo definì « [...] un documento penoso, impostato su basi false ed artificiose». De Gasperi puntualizzò che si tentò espressamente di tener nascosta al Presidente del Consiglio la partenza del re. Ribadì che i dati diffusi dalla Corte di Cassazione il 10 giugno 1946 non fossero una semplice comunicazione ma una proclamazione a tutti gli effetti. Già nella notte del 10-11 giugno il governo «prese atto della proclamazione dei risultati del referendum che riconosceva la maggioranza alla repubblica, riservandosi di decidere sui provvedimenti concreti che ne derivavano». Ricordò che nei due giorni successivi erano incorse trattative tra governo e sovrano sulle modalità di delega dei poteri regi al Presidente del Consiglio, senza che il sovrano stesso avesse nulla da eccepire. Tali trattative sarebbero state bruscamente interrotte da una telefonata del ministro della Real Casa Lucifero nella serata del 12 giugno, costringendo il governo a ribadire il suo punto di vista circa gli effetti costituzionali della proclamazione. De Gasperi, quindi, respinse l'affermazione contenuta nel proclama emesso dall'ormai ex-re il 13 giugno alle ore 22:30, relativamente a un presunto "gesto rivoluzionario" e sull'arbitrarietà dell'assunzione dei poteri da parte del governo. Respinse anche l'accusa di "spregio alle leggi ed al potere indipendente e sovrano della Magistratura" e di aver posto l'ex-re "nell'alternativa di provocare spargimento di sangue o di subire la violenza". Il Presidente del Consiglio terminò il documento osservando che «un periodo che non fu senza dignità si conclude con una pagina indegna. Il governo e il buon senso degli Italiani provvederanno a riparare questo gesto disgregatore, rinsaldando la loro concordia per l'avvenire democratico della Patria».

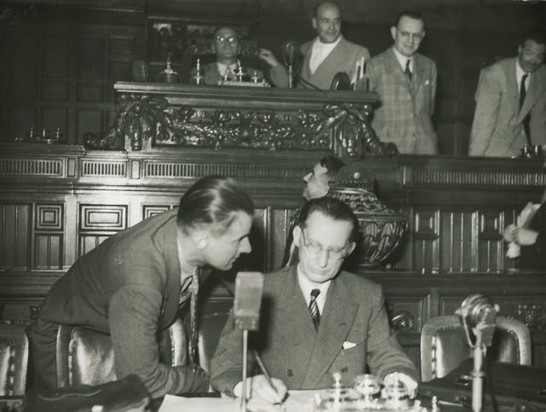
Prima seduta dell'Assemblea costituente, 25 giugno 1946

I poteri accessori della Presidenza del Consiglio ebbero termine contestualmente all'elezione di Enrico De Nicola come Capo provvisorio dello Stato il 28 giugno da parte dell'Assemblea Costituente. L'iniziale contrapposizione delle candidature di Vittorio Emanuele Orlando (proposta da DC e destre) e di Benedetto Croce (proposta dalle sinistre e dai laici) si protrasse sterilmente per lungo tempo e tardò a essere composta, per evolvere infine nella comune indicazione di De Nicola, grazie principalmente all'incessante opera di convincimento condotta da De Gasperi.
Dopo la vittoria della Repubblica, De Gasperi lasciò la segreteria del partito al suo vicesegretario Attilio Piccioni. Come primo capo di governo dell'Italia repubblicana guidò un governo di unità nazionale che durò fino al 1947, quando crollò a seguito della crisi di maggio. Finanziò una rivista, Terza generazione, il cui scopo era di unire i giovani di là dai partiti e superare le divisioni.
De Gasperi affrontò con dignità politica le trattative di pace con le nazioni vincitrici, che porteranno alla firma del Trattato di Parigi fra l'Italia e le potenze alleate, riuscendo a confinare le inevitabili sanzioni principalmente all'ambito del disarmo militare (che con il tempo sarebbero state superate andando a decadere), ed evitando la perdita di territori di confine come l'Alto Adige (riguardo al quale lo statista trentino aveva già anche firmato il famoso Accordo De Gasperi-Gruber) e la Valle d'Aosta. Cercò inoltre di risolvere a vantaggio dell'Italia la questione della sovranità dell'Istria e di Trieste, ove però ebbe meno successo dovendo accettare la perdita della prima in favore della neonata Repubblica Socialista Federale di Jugoslavia guidata da Tito e l'istituzione del Territorio Libero di Trieste soggetto all'autorità anglo-americana nella seconda. Il 10 agosto 1946 intervenne a Parigi alla Conferenza di pace, dove ebbe modo di contestare, attraverso un elegante e impeccabile discorso, le dure condizioni inflitte all'Italia dalla Conferenza.
(Alcide De Gasperi, Parigi 1946)

### Visita negli Stati Uniti
La situazione del paese dal punto di vista economico rimaneva critica. Il ministro del Tesoro, il liberale Epicarmo Corbino, tentò di introdurre misure di rigore seguendo una politica fondata sulla parsimonia e sulla corretta amministrazione e per questo dovette dimettersi il 2 settembre 1946 a seguito degli attacchi della stampa comunista che non digerivano la sua opposizione in maniera intransigente al cambio della moneta proposto dal comunista Mauro Scoccimarro, Ministro delle Finanze. Corbino venne sostituito da Giovanni Battista Bertone che ideò la formula del "Prestito della Ricostruzione" dando respiro, almeno temporaneamente, alle finanze statali.
De Gasperi, temendo molto lo spettro dell'Unione Sovietica, voleva limitare l'ingerenza dei comunisti ma, differentemente da altri, al tempo stesso auspicava che tutto ciò fosse fatto con mezzi parlamentari e non con l'uso della forza come aveva fatto precedentemente il fascismo.
Nel gennaio 1947 ebbe luogo la celebre missione di De Gasperi negli Stati Uniti, nel corso della quale lo statista conseguì un importante successo politico con l'ottenere dalle autorità statunitensi un prestito Eximbank di 100 milioni di dollari. Nell'occasione fu il terzo italiano a essere onorato di una ticker-tape parade dalla città di New York, e sarà l'unico a ripeterne l'esperienza, nel 1951.
L'apertura di un dialogo costruttivo tra i due paesi conferì a De Gasperi la motivazione e il sostegno necessari ad attuare l'ambizioso disegno di un nuovo governo monocolore senza le sinistre con il solo apporto, a titolo "tecnico", del Ministro degli Esteri Carlo Sforza e del Governatore della Banca d'Italia Luigi Einaudi, alle Finanze e al Tesoro. La formazione del quarto gabinetto De Gasperi contribuirà a ripristinare la credibilità dell'azione di governo, consentendo l'adozione della strategia antinflazionistica nota come "linea Einaudi", attraverso una serie di interventi quali l'abolizione dei prezzi politici, la diminuzione dei dazi doganali, l'aumento delle imposte sui capitali, sui redditi e sui consumi, il contenimento del credito bancario e il controllo della circolazione monetaria, provocò una stretta creditizia che riuscì ad arrestare la spirale inflazionistica, migliorare la bilancia dei pagamenti e dare stabilità alla moneta.

### Elezioni del 18 aprile 1948

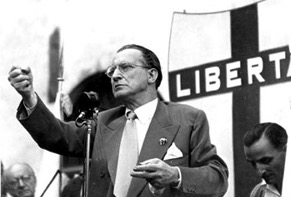
De Gasperi ad un comizio della DC

Le elezioni del 18 aprile del 1948 furono tra le più accese della storia repubblicana, visto lo scontro tra la DC e il Fronte popolare, composto da socialisti e comunisti. De Gasperi riuscì a guidare la DC a uno storico successo, ottenendo il 48 % dei consensi (il risultato più alto che qualsiasi partito abbia mai raggiunto in Italia).
Sul risultato elettorale del 1948 pesò anche l'influenza delle vicende internazionali e in particolare il colpo di Stato in Cecoslovacchia, ad opera di un partito comunista minoritario, che spaventò l'opinione pubblica italiana. Così come la più o meno velata minaccia statunitense di escludere l'Italia dagli aiuti del piano Marshall qualora le urne avessero sancito la vittoria del fronte di sinistra. Gli Alleati, inoltre, offrirono a De Gasperi la promessa del ritorno di Trieste all'Italia, mentre contemporaneamente dagli USA arrivavano lettere di italo-americani che esortavano i propri connazionali a non votare per i comunisti, esaltando la ricchezza e il benessere che regnano negli Stati Uniti. A ciò va aggiunto il diretto impegno in favore della DC da parte della Chiesa cattolica.
Dopo il voto si aprì la battaglia parlamentare per l'elezione del Presidente della Repubblica. La conferma del Capo provvisorio dello Stato Enrico De Nicola, che sulla carta sembrava scontata, non era particolarmente gradita al presidente del Consiglio. De Nicola, infatti non aveva mostrato un particolare entusiasmo al cambio di formula politica governativa dal tripartito DC-PSI-PCI al centrismo (DC-PSLI-PRI-PLI) ed aveva opposto resistenze formali alla ratifica del trattato di pace con le potenze alleate. Per tali motivi De Gasperi decise di candidare il ministro degli esteri Carlo Sforza, che avrebbe rappresentato maggiormente un'Italia inserita nello schieramento occidentale, anche nella prospettiva di una possibile Unione europea. Al primo turno, però, quest'ultimo non ottenne i suffragi del PSLI e soprattutto, della sinistra democristiana, all'epoca, su posizioni "neutraliste". Al secondo turno, a Sforza mancarono ancora i voti di almeno 46 "franchi tiratori", per essere eletto al momento in cui sarebbe stato possibile con la maggioranza della metà più uno dei parlamentari (cioè al quarto scrutinio). Prese atto delle difficoltà incontrate da Sforza, il presidente del Consiglio decise di candidare Luigi Einaudi, anch'egli europeista ante litteram, che ottenne la disponibilità dei liberali e dei socialdemocratici. Einaudi fu eletto presidente della Repubblica l'11 maggio 1948, al quarto scrutinio, con 518 voti.
De Gasperi fu confermato Presidente del Consiglio dei ministri. Con l'ampia maggioranza ottenuta alle elezioni, la DC era in grado di governare da sola, ma lo statista democristiano preferì proseguire la collaborazione con i partiti laici liberali, socialdemocratici e repubblicani. Secondo Montanelli, «De Gasperi li aveva imbarcati nel suo ministero appunto per sottrarre il suo partito al pericolo di diventare vassallo della Chiesa e per sottrarre la Chiesa alla tentazione di servirsi del partito per governare l'Italia come una parrocchia».
La tensione non si smorzò, ma anzi si arrivò sull'orlo della guerra civile vera e propria quando, in luglio, il leader comunista Togliatti subì un attentato. Venne proclamato lo sciopero generale e in tutte le piazze italiane i dimostranti si scontrano con le forze dell'ordine. Il buonsenso dei dirigenti comunisti e l'invito alla calma dello stesso Togliatti evitarono il peggio, ma da questo momento in poi il PCI accettò in pieno la logica della guerra fredda, incentrando la propria politica sulla opposizione durissima su temi quali la partecipazione al Patto Atlantico (che nasce nel 1949) e il dislocamento in Italia delle basi NATO.
L'inverno del 1948 vide De Gasperi impegnato nel dibattito sull'adesione dell'Italia al patto militare difensivo in funzione anticomunista, che poi si sarebbe concretizzato nell'Alleanza Atlantica. Le riserve circa il coinvolgimento dell'Italia - oltre che dai social-comunisti - sembravano provenire dalla Santa Sede, rappresentate quanto meno dalla figura del pro-segretario di Stato cardinale Domenico Tardini, che propendeva per il mantenimento della neutralità da parte dello Stato italiano. A tale esigenze era sensibile la componente di sinistra della DC, facente capo a Giuseppe Dossetti, con il risultato di una paradossale convergenza tra i dossettiani e il neutralismo filosovietico dei partiti social-comunisti. Ciò indusse De Gasperi a intervenire, in proposito, sulla Santa Sede. Tale intervento fu effettuato dal ministro degli esteri Sforza, in un colloquio segreto con il pontefice tenutosi a Castelgandolfo nell'imminenza delle feste natalizie. Dopo tale incontro, Pio XII ritenne opportuno pronunciare, alla vigilia di Natale del 1948, un discorso decisamente favorevole alla linea atlantista, che indusse anche la sinistra democristiana ad adeguarsi. L'adesione della sinistra DC fu, però, ugualmente sofferta. Il 22 febbraio 1949, a trattative in corso, infatti, Dossetti scrisse a De Gasperi sottolineando la necessità di un pubblico dibattito che il Presidente del Consiglio decise di svolgere in Parlamento, richiedendo l'autorizzazione preventiva alla sottoscrizione del trattato. L'11 marzo, prima del voto parlamentare, si tenne una seduta della direzione della DC, nella quale Dossetti fu il solo a votare contro l'adesione dell'Italia. Il giorno dopo, in una riunione del gruppo parlamentare democristiano, Dossetti, Dino Del Bo e Luigi Gui espressero ancora il proprio dissenso ma, al momento del voto alla Camera, Dossetti votò a favore del Patto atlantico. Tra i democristiani, vi furono solo cinque astensioni. Il 4 aprile 1949 il ministro Sforza poté sottoscrivere l'ingresso dell'Italia nell'alleanza atlantica. Fu poi necessaria un'ulteriore battaglia parlamentare per la ratifica del Trattato. Il relativo disegno di legge fu approvato dalla Camera dei deputati il 21 luglio 1949 e dal Senato il 29 luglio. Divenne legge il 1º agosto 1949.

### Primi governi della Repubblica

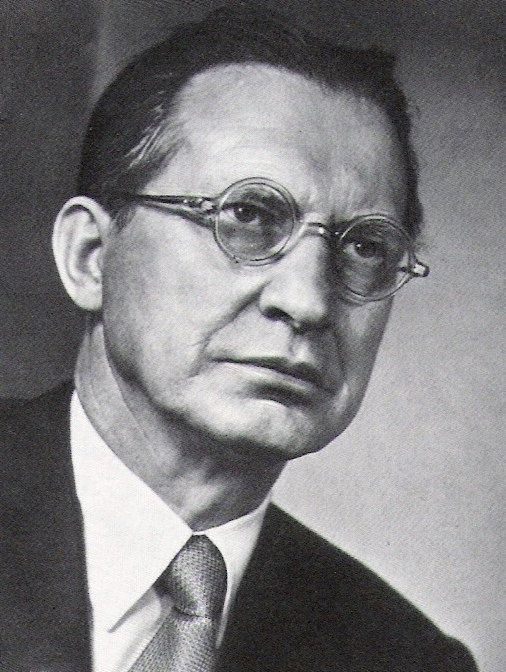
Alcide De Gasperi nel 1953

Con l'entrata, tra il 1949 e il 1953, della sinistra di Unità Socialista nei governi De Gasperi V, De Gasperi VI e De Gasperi VII si aprì la lunga stagione riformista democristiana di cui il l'Italia, appena uscita dalla guerra, necessitava:
- al fine di avviare la ricostruzione del paese devastato dal conflitto, e con l'obiettivo di contribuire alla soluzione del problema degli alloggi a basso costo, venne varato (con la legge 28 febbraio 1949, n. 43) il cosiddetto Piano Fanfani, dal nome dell'allora ministro del lavoro e della previdenza sociale Amintore Fanfani, riguardante la costruzione di 300 000 abitazioni popolari molte delle quali furono completate in pochissimo tempo nelle principali città italiane mostrando numerosi nuovi tipi di edilizia residenziale pubblica, spesso progettati da urbanisti e architetti di fama (ad esempio, il comprensorio del Tuscolano a Roma, a cui lavorarono, tra gli altri, Mario De Renzi, Adalberto Libera, Saverio Muratori)[10];
- al fine di eliminare progressivamente il divario storico ed economico fra il Nord ed il Sud dell'Italia nacque (con legge 10 agosto 1950 n. 64) la Cassa per il Mezzogiorno per finanziare iniziative industriali tese allo sviluppo economico del meridione d'Italia (i cui risultati, con il tempo, furono la realizzazione, tra le altre cose, di 16 000 km di collegamenti stradali, 23 000 km di acquedotti, 40 000 km di reti elettriche, 1 600 scuole e 160 ospedali);
- venne varata, grazie ai fondi del Piano Marshall, una riforma agraria detta Legge Stralcio (legge n. 841 del 21 ottobre 1950), da alcuni studiosi ritenuta la più importante riforma dell'intero secondo dopoguerra,[4] che sancì l'esproprio coatto delle terre ai grandi latifondisti e la sua distribuzione ai braccianti agricoli di modo da renderli de facto piccoli imprenditori non più sottomessi al grande latifondista e facendo nascere successivamente forme di collaborazione come le cooperative agricole che, programmando le produzioni e centralizzando la vendita dei prodotti, diedero all'agricoltura quel carattere imprenditoriale che era venuto meno con la divisione delle terre;
- il Piano per il rimboschimento e per i cantieri di lavoro, tendenti a risolvere i problemi della mano d’opera;[57]
- un vasto programma di addestramento professionale che, tra il 1949 e il 1952, interessò circa 270 000 lavoratori;[57]
- con la Legge Vanoni (legge 11 gennaio 1951, n. 25), dal nome del Ministro delle finanze promotore Ezio Vanoni, venne riformato profondamente il sistema tributario italiano introducendo l'obbligo della dichiarazione dei redditi rendendo attuabile il principio costituzionale dell'imposizione fiscale progressiva;
- a partire dal 1945 vi furono i primi promettenti ritrovamenti di gas metano in alcuni pozzi scavati dall'AGIP in Pianura Padana e, per poter garantire il loro pieno sfruttamento, venne quindi istituita, grazie soprattutto all'azione di Enrico Mattei, l'ENI (con la legge numero 136 del 10 febbraio 1953) alla quale veniva concesso il monopolio nella ricerca e produzione d'idrocarburi nell'area del Po assieme al controllo di altre società operanti nel settore degli idrocarburi come Agip, Anic e Snam ed altre società minori, configurandosi così come un gruppo petrolifero-energetico integrato che potesse garantire lo sfruttamento delle risorse energetiche italiane con il fondamentale compito di "promuovere ed intraprendere iniziative di interesse nazionale nei settori degli idrocarburi e del gas naturale" considerando poi che la "rendita metanifera" garantita dal monopolio del gas permise all'ENI di finanziare i propri investimenti, alcuni dei quali molto ingenti come ad esempio la costruzione, negli anni cinquanta, del polo petrolchimico di Ravenna, che andò a intaccare il monopolio della Montecatini nei fertilizzanti.

Tutto ciò fu parte della base da cui in seguito, negli anni cinquanta e sessanta, nascerà il boom economico del miracolo italiano postbellico.
La situazione precaria del paese migliorava però molto lentamente, provocando il malcontento del movimento operaio e sindacale; ad alimentare la protesta e i disagi fu anche una spaventosa alluvione del Po che fece molte vittime nella zona agricola delle province di Rovigo e Venezia (1951).
In politica estera si conclusero importanti accordi con le potenze occidentali per finanziare la ricostruzione e il riassetto dell'economia italiana. Rimase sempre un convinto fautore di una politica filo-americana pur rimanendo sempre molto critico verso la NATO a cui avrebbe preferito l'Italia non partecipasse in favore piuttosto di un patto di difesa comune europeo. Vanno quindi soprattutto ricordate le sue profonde convinzioni sulla necessità di un'integrazione europea e i suoi molti sforzi (affiancato e coadiuvato dal ministro Carlo Sforza) nella costruzione di quella che con il tempo diverrà progressivamente l'Unione europea e che si concretizzarono a livello economico nella fondazione della CECA con il Trattato di Parigi.

#### Incidente diplomatico con il Vaticano

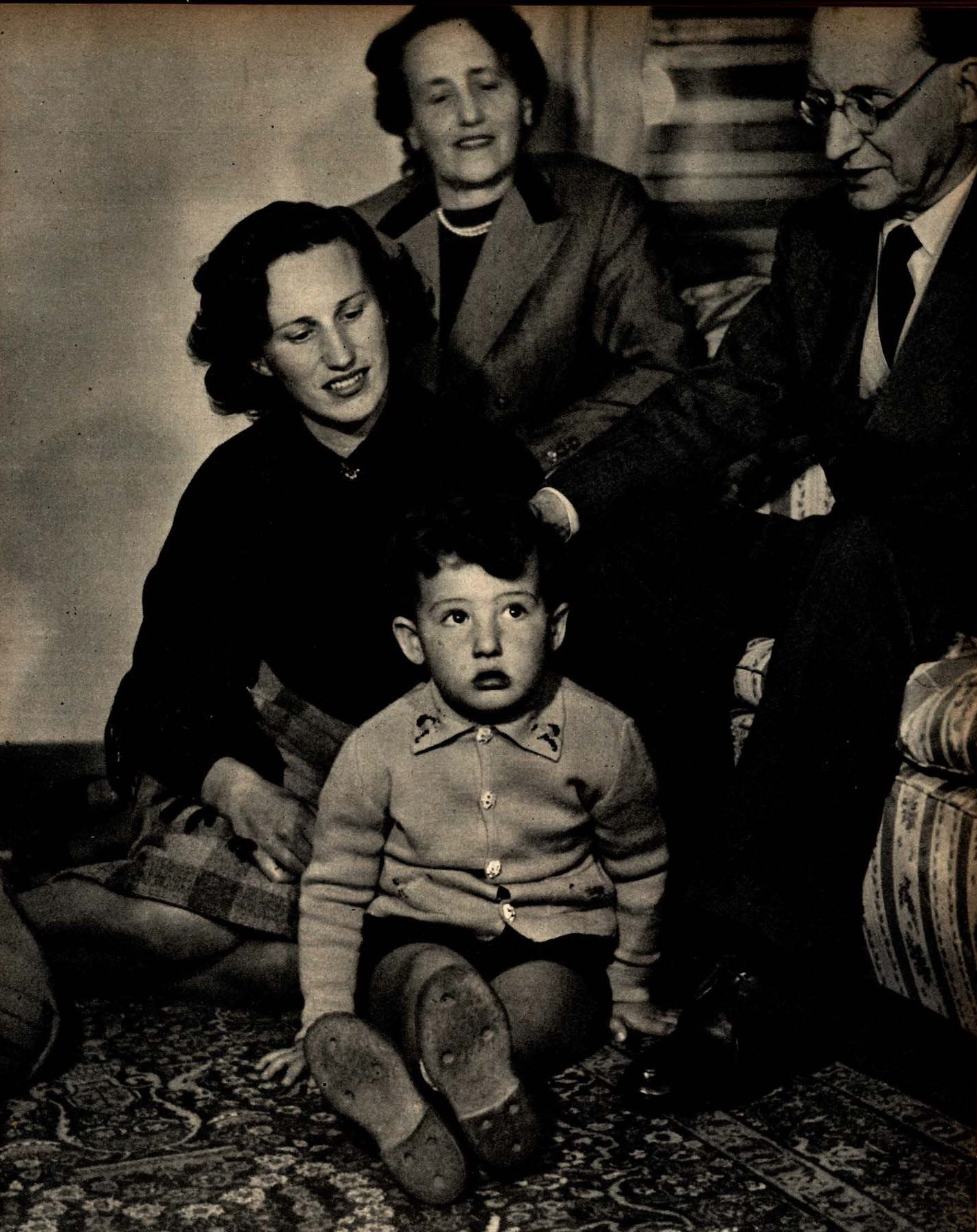
La famiglia di Alcide De Gasperi nel 1951

Nel 1952, per il timore di un'affermazione in Italia delle posizioni marxiste, il Vaticano avallò per le elezioni amministrative del comune di Roma l'iniziativa del partito romano di candidare don Luigi Sturzo a sindaco con un'ampia alleanza elettorale che coinvolgesse, oltre ai quattro partiti governativi, anche il Movimento Sociale Italiano e il Partito Nazionale Monarchico. La Santa Sede non avrebbe accettato che la "Città Eterna", in quanto sede della Cristianità Cattolica, potesse essere amministrata da un sindaco comunista. De Gasperi si oppose nettamente a questa ipotesi per motivi morali e per il suo passato antifascista, e anche per sostenere la sua visione laica dello stato. Affermò con decisione:
La coalizione con le destre non venne accettata ed egli seppe resistere sulle sue posizioni sino a quando papa Pio XII - che aveva persino mandato da lui il famoso predicatore Riccardo Lombardi, nell'intento di persuaderlo - si arrese di fronte all'impraticabilità della proposta. Le elezioni dettero comunque ragione a De Gasperi e portarono alla formazione di una giunta centrista (DC-PLI-PRI-PSDI), guidata dal democristiano Salvatore Rebecchini, sconfiggendo i socialcomunisti senza ricorrere all'"apparentamento" con le destre.

L'incidente diplomatico con il Vaticano, tuttavia, turbò profondamente l'animo di De Gasperi; ai suoi collaboratori scrisse: 
Di lì a poco, nello stesso anno, Pio XII non ricevette in Vaticano De Gasperi in occasione del trentennale delle sue nozze con Francesca Romani. De Gasperi ne fu molto amareggiato e rispose ufficialmente all'ambasciatore Mameli che gli aveva comunicato il rifiuto:

### Conclusione della carriera politica

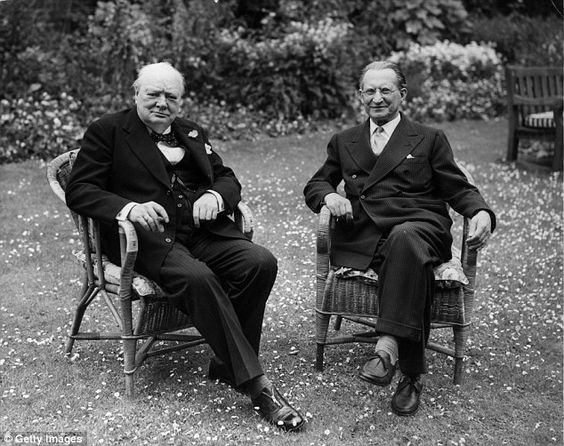
De Gasperi con Winston Churchill a Londra nel 1953

Alle elezioni politiche del 1953, tenute con la nuova legge elettorale, denominata dai suoi avversari legge truffa, i partiti centristi "apparentati" (DC-PLI-PSDI-PRI) non riuscirono a far scattare il premio di maggioranza. Ottennero comunque una risicata maggioranza in Parlamento sulla quale contava De Gasperi per la necessaria fiducia. Riuscì peraltro a formare soltanto un monocolore DC. Quando si presentò alla Camera dei deputati il Governo De Gasperi VIII fu battuto e, nell'agosto 1953, il Presidente del Consiglio fu costretto a rassegnare le dimissioni. Fu la prima volta che un governo repubblicano non ottenne la fiducia presentandosi alla Camere e fu anche l'ultimo guidato da De Gasperi.

### La vicenda De Gasperi - Guareschi
Nel gennaio 1954 Giovannino Guareschi, direttore del Candido, fece pubblicare due lettere datate 1944: una dattiloscritta su carta intestata della Segreteria di Stato Vaticana e una manoscritta, asserendo che riportassero in calce la firma di De Gasperi. Il testo riportava una presunta richiesta diretta al Comando alleato di Salerno di effettuare il bombardamento della periferia di Roma, per causare una reazione della popolazione e affrettare il ritiro dei tedeschi. Guareschi (che imputava a De Gasperi un atteggiamento troppo poco deciso verso il comunismo) vi aggiunse un proprio commento politico, in toni assai pesanti, che portò De Gasperi a denunciarlo per diffamazione nel febbraio dello stesso anno.
Il tribunale di Milano dopo tre giorni di udienze non ritenne necessario acquisire la perizia di parte, richiesta dal Candido a un perito accreditato che aveva dichiarato autentiche le lettere e condannò Guareschi a un anno di reclusione per diffamazione a mezzo stampa senza necessità di alcuna perizia calligrafica. Il giudice sentenziò che, tenuto anche conto che il presunto autore non aveva riconosciuto come proprie sia le lettere e sia la calligrafia, un'eventuale perizia di tono diverso non avrebbe potuto far diventare credibile e certo, ciò che obiettivamente è risultato impossibile ed inverosimile.
Nel 1956 in un processo intentato in contumacia presso lo stesso Tribunale nei confronti del fornitore delle lettere, i periti della difesa sostennero di aver rilevato che le lettere pubblicate sul Candido, presentavano diversità palesi con quelle effettivamente scritte dallo statista. Anche in questo caso, tuttavia, i giudici decisero di non tener conto di alcuna perizia e, nel 1958, dichiararono estinto per amnistia il reato di falso e assolsero l'imputato dal reato di truffa.
Il giornalista e scrittore, che aveva già subito quattro anni prima una condanna a otto mesi con la condizionale per vilipendio a mezzo stampa del Presidente della Repubblica Einaudi, fu incarcerato. Si rifiutò di chiedere l'appello e poi anche la grazia. A fine maggio 1954 si presentò volontariamente al carcere di Parma, dove scontò 410 giorni, uscendo in libertà vigilata per buona condotta.
La vicenda ebbe una coda a cavallo tra luglio e agosto: uscì la notizia di una richiesta di grazia alla quale la procura di Roma aveva dato seguito, effettuata - come inizialmente riportato - dalla moglie di Guareschi Ennia. De Gasperi, interpellato dalla procura meno di un mese prima di morire, aveva concesso al condannato il necessario perdono, senza che ciò infirmasse la verità dei fatti accertata nel processo. Il giornalista reagì violentemente. La grazia comunque non ebbe corso, essendo emerso che era stata presentata da un gruppo di grandi invalidi decorati di guerra che non ne avevano titolo. Alcuni anni dopo, nel maggio 1957 tuttavia, Guareschi ebbe a scrivere che a confronto dei politici dell'epoca De Gasperi era un gigante.
Nel 2014, studiando i documenti rimasti con l'esperta Nicole Ciacco, lo storico Mimmo Franzinelli ha concluso che le lettere erano sicuramente dei falsi (anche se probabilmente Guareschi ne fu ingannato dai fornitori, riconducibili all'area neofascista). Lo confermano la presenza di errori grossolani: il protocollo indicato nella lettera del 12 gennaio 1944 (297/4/55) non corrispondeva ai criteri di protocollo della Segreteria di Stato Vaticana; il colonnello inglese Bonham Carter e il generale britannico Harold Alexander avevano escluso categoricamente che quelle presunte lettere fossero mai pervenute agli inglesi; infine, De Gasperi non lavorava più alla Segreteria Vaticana dal luglio 1943 ed è dunque impossibile che abbia protocollato lettere nel 1944.

### Morte e processo di beatificazione

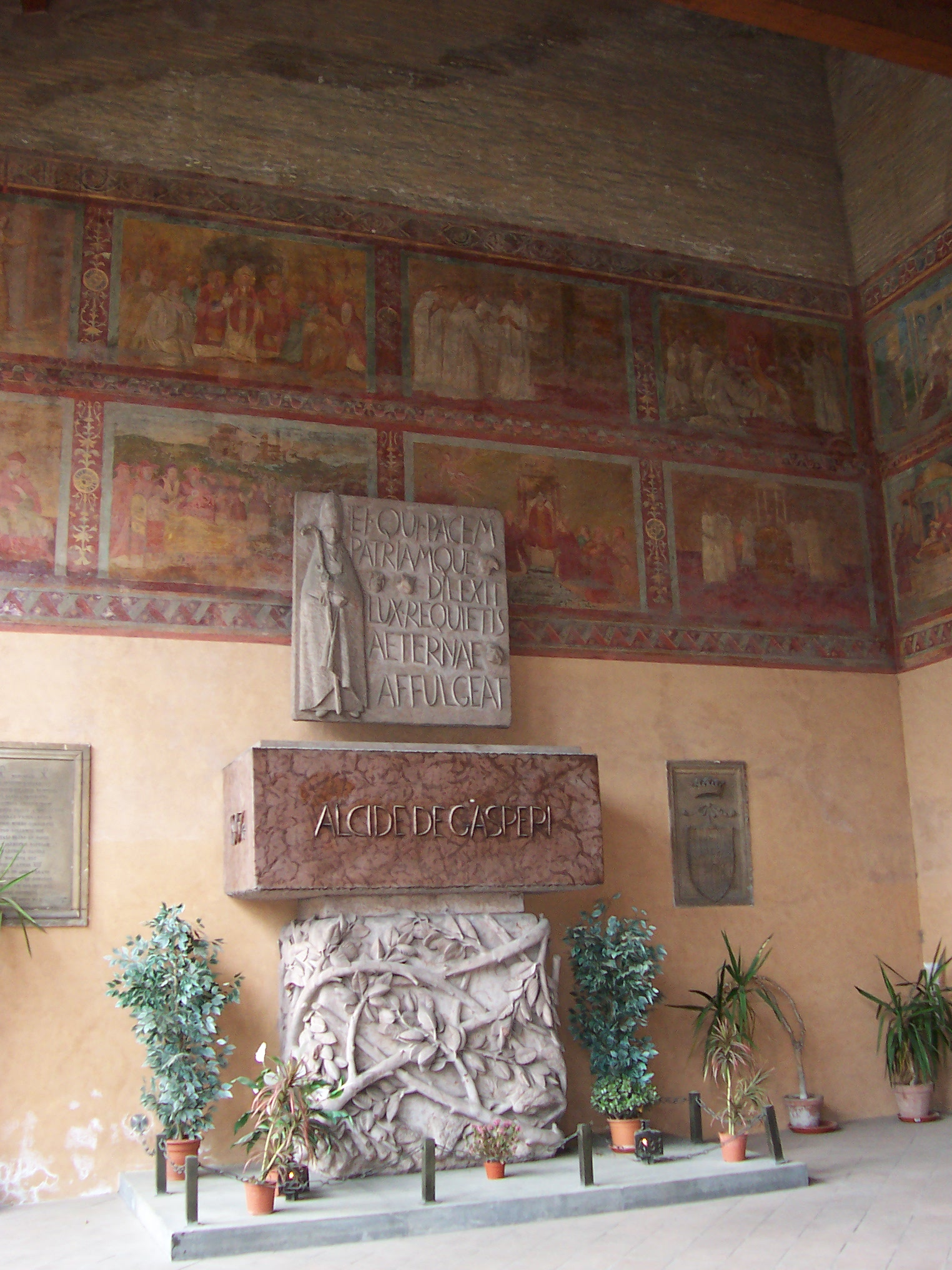
La tomba di De Gasperi a Roma

Il 21 aprile 1954, alla Conferenza Parlamentare Europea di Parigi De Gasperi pronunciò lo storico discorso "La nostra patria Europa". Il 29 giugno 1954, durante il Congresso della DC a Napoli, si dimise da segretario del partito, cedendone la segreteria ad Amintore Fanfani. Morì meno di due mesi dopo.

Alcide De Gasperi morì il 19 agosto 1954, in seguito a un attacco cardiaco, nella sua casa in Val di Sella (situata nel territorio comunale di Borgo Valsugana), dove amava trascorrere lunghi periodi assieme alla famiglia. Le sue ultime parole furono: "Gesù! Gesù!". Cinque giorni prima della morte, disse alla figlia Maria Romana: 
La scomparsa di Alcide De Gasperi suscitò commozione in tutta Italia. Il percorso del treno con cui la salma fu trasportata a Roma per i funerali di Stato fu interrotto diverse volte da persone accorse per rendergli omaggio. In tutte le stazioni in cui il convoglio fermò o rallentò erano presenti folte delegazioni, gruppi o privati cittadini che, con bandiere o striscioni a lutto, assistettero in religioso silenzio al passaggio. Al funerale poi furono presenti esponenti di tutti i partiti con l'esclusione del MSI, a causa del fermo antifascismo dello statista. È sepolto a Roma, nel portico della basilica di San Lorenzo fuori le mura. La tomba è opera dello scultore Giacomo Manzù.
Nel 1956 fu inaugurato a Trento un monumento a lui dedicato, voluto dalla DC e realizzato dallo scultore Antonio Berti.
Poco dopo la sua morte, iniziarono le richieste di avviare per lui il processo di beatificazione. È in corso a Trento la fase diocesana del processo di beatificazione, che è stata aperta nel 1993, per cui la Chiesa cattolica ha assegnato ad Alcide De Gasperi il titolo di Servo di Dio.

## De Gasperi nella cultura di massa
- La figura di De Gasperi è la protagonista del film neorealista diretto da Roberto Rossellini Anno uno (1974), ruolo che venne interpretato da Luigi Vannucchi, in cui si trova una ricostruzione del periodo storico che va dalle operazioni del Comitato di Liberazione Nazionale a Roma.
- Nel film Il delitto Matteotti (1973), di Florestano Vancini, è impersonato da Ezio Marano.
- Lo statista è anche protagonista della fiction Rai De Gasperi - L'uomo della speranza (2005), diretta dalla regista Liliana Cavani e trasmessa in due parti su Rai 1.
- Nel film Il divo, di Paolo Sorrentino, nel corso della narrazione viene messa più volte in evidenza l'importanza di De Gasperi per Giulio Andreotti.

## Scritti e discorsi politici di De Gasperi
- Studi e appelli della lunga vigilia, Bologna, Cappelli, 1953.
- Nella lotta per la democrazia, Roma, Edizioni 5 Lune, 1954.
- I cattolici dall'opposizione al governo, Collezione Storica, Bari, Laterza, 1955.
- Discorsi politici, a cura di Tommaso Bozza, Roma, Edizioni Cinque Lune, 1956.
- I cattolici trentini sotto l'Austria. Antologia degli scritti dal 1902 al 1915 con i discorsi al Parlamento austriaco, 2 voll., Roma, Storia e Letteratura, 1964, ISBN 978-88-849-8402-9.
- Scritti politici, Introduzione e cura di Pier Giorgio Zunino, Milano, Feltrinelli, 1979.
- Discorsi parlamentari 1921-1954, 2 voll., Camera dei Deputati, 1985  [1973].
- Scritti e discorsi in 4 volumi, a cura di Carlo Danè, Giovanni Allara, Angelo Gatti, Giuseppe Rossoni, Roma, Edizioni Cinque Lune, 1990.
- Le battaglie del Partito Popolare. Raccolta di scritti e discorsi politici dal 1919 al 1926, a cura di Paolo Piccoli e Armando Vadagnini, prefazione di Francesco Malgeri, Roma, Edizioni di Storia e Letteratura, 1992, ISBN 978-88-849-8403-6.
- L'Italia atlantica, a cura di Nico Perrone, Roma, Manifestolibri, 1996,  p. 64, ISBN 978-88-728-5102-9.
- Scritti e discorsi politici. Alcide De Gasperi nel Trentino Asburgico. Vol. I: tomo I, tomo II, a cura di E. Tonezzer, M. Bigaran, M. Guiotto, Bologna, Il Mulino, 2006, ISBN 978-88-1511-353-5.
- Scritti e discorsi politici. Alcide De Gasperi dal Partito Popolare Italiano all'esilio interno 1919-1942, Vol. II, tomo I, tomo II, tomo III, a cura di M. Bigaran e M. Cau, Bologna, Il Mulino, 2007, ISBN 978-88-1512-085-4.
- Scritti e discorsi politici. Alcide De Gasperi e la fondazione della Democrazia Cristiana 1943-1948, Vol. III, tomo I, tomo II, a cura di V. Capperucci e S. Lorenzini, Bologna, Il Mulino, 2008, ISBN 978-88-1512-640-5.
- Scritti e discorsi politici. Alcide De Gasperi e la stabilizzazione della Repubblica, 1948-1954, Vol. IV, tomo I, tomo II, tomo III, tomo IV, a cura di S. Lorenzini e B. Taverni, Bologna, Il Mulino, 2009, ISBN 978-88-1513-095-2.
- L'Europa. Scritti e discorsi, a cura di Maria Romana De Gasperi, Collana Pellicano Rosso, Brescia, Morcelliana, 2019, ISBN 978-88-372-3254-2.
- Maurizio Cau, Sara Tonelli, Giovanni Moretti, Matteo Largaiolli, Rachele Sprugnoli e Matteo Moretti (a cura di), Alcide (un viaggio negli scritti di De Gasperi), Fondazione Bruno Kessler (FBK). URL consultato il 19 agosto 2024 (archiviato il 24 ottobre 2021) (rappresenta l'edizione digitale degli Scritti e discorsi politici, il Mulino 2006-2009)

### Epistolari di De Gasperi
Nel 2016 è stata avviata l'Edizione Nazionale degli epistolari dello statista con corrispondenti italiani e stranieri secondo criteri cronologici, tematici e geografici. La corrispondenza, garantita da un comitato scientifico, sarà digitalizzata e pubblicata online.
- Lettere dalla prigione (1927-1928), a cura di Maria Romana Catti De Gasperi, Collezione Le Scie, Milano, Mondadori, maggio 1955. - Roma, Edizioni Cinque Lune, 1974; Milano, Marietti, 2003, ISBN 978-88-2115-801-8.
- Lettere al Presidente. Carteggio De Gasperi Malvestiti (1948-1953), a cura di Carlo Bellò, con una testimonianza di Piero Malvestiti, Milano, Bonetti Editore, 1964.
- Suor Lucia De Gasperi, Appunti spirituali e lettere al padre, a cura di M. R. Catti De Gasperi, Brescia, Morcelliana, 1968. [epistolario tra la figlia e lo statista]
- Lettere sul Concordato, con saggi di M. R. De Gasperi e Giacomo Martina, Brescia, Morcelliana, 1970. - Milano, Marietti, 2004, ISBN 978-88-2115-802-5.
- Cara Francesca. Lettere, a cura di M. R. De Gasperi, Collana Testimoni, Brescia, Morcelliana, 1999, ISBN 978-88-3721-756-3.
- Luigi Sturzo-Alcide De Gasperi, Carteggio (1920-1953), a cura di F. Malgeri, Soveria Mannelli, Rubbettino, 2007, ISBN 978-88-4981-794-2.
- De Gasperi scrive. Corrispondenza con capi di Stato, cardinali, uomini politici, giornalisti, diplomatici, a cura di M. R. e Maria Paola De Gasperi, Cinisello Balsamo (Mi), San Paolo Edizioni, 2018  [2 voll., Brescia, Morcelliana, 1974], ISBN 978-88-9221-391-3.

### Diari
- Diario 1930-1943, a cura di Marialuisa Lucia Sergio, prefazione di Maria Romana De Gasperi, Bologna, Il Mulino, 2018, ISBN 978-88-152-7508-0.